# Rode ogentroost
Rode ogentroost of late ogentroost (Odontites vernus subsp. serotinus, synoniemen: Odontites vulgaris, Odentites verna, Euphrasia odontites) is een eenjarige plant uit de bremraapfamilie (Orobanchaceae). De soort komt van nature voor in Eurazië. In België en Nederland is ze zeldzaam tot plaatselijk vrij algemeen. De plant staat op de  Nederlandse Rode lijst van planten als gevoelig want sterk in aantal afgenomen.
Rode ogentroost is een halfparasiet; met de wortels onttrekt ze water en zouten aan de wortels van grassen en cypergrassen, maar de plant is zelf in staat tot fotosynthese.
De witbehaarde plant wordt 10-50 cm hoog. De twee tot acht paar vertakkingen van de stengel staan onder een hoek van 45° tot 90° aan de hoofdas. De bladeren en schutbladen zijn lijn- lijnlancetvormig en hebben aan weerszijden een tot vijf vlakke tanden. De bleekgroen tot grauwgroen, vaak paars aangelopen, bladeren zijn 1-4,5 cm lang en 0,3-1 cm breed.
Rode ogentroost bloeit van juli tot in oktober met roze of roze-rode, soms witte, 8-11 mm lange bloemen. De helmknoppen steken iets buiten de bloemkroon. De schutbladen zijn meestal korter of even lang als de kelkbuis. De eerste bloemen zitten aan de (zesde) tiende tot twintigste knoop van de stengel.
De vrucht is een 4-7 mm lange doosvrucht. De lichtbruine zaden zijn 2-2,5 mm lang.
De plant komt voor in grasland op natte en ziltige grond en op vochtige voedselrijke grond. De ogentroostdikpoot, een solitaire bij, vliegt op rode ogentroost.

## Namen in andere talen
- Duits: Roter Zahntrost, Später Roter Zahntrost, Herbst-Zahntrost, Roter Augentrost
- Engels: Red Bartsia
- Frans: Odontite rouge